# El Bayadh
El Bayadh (em árabe: البيض) é um município e a capital da província de El Bayadh, Argélia. Segundo o censo de 2008, a população total do município era de 91 632 habitantes.